# لینکلن بلک‌وود
لینکولن بلک‌وود (Lincoln Blackwood) خودرویی است که در سال‌های ۲۰۰۱ تا ۲۰۰۲ در ایالات متحده آمریکا تولید شده‌است. طراحی آن خودروهای موتور جلو-محور عقب بوده است. سیستم جعبه‌دندهٔ آن ۴ دنده به صورت خودکار است.